# Simulium chubarevae
Simulium chubarevae är en tvåvingeart som först beskrevs av Kachvoryan och Terteryan 1981.  Simulium chubarevae ingår i släktet Simulium och familjen knott. Inga underarter finns listade i Catalogue of Life.